# Anders Langes Parti
Anders Langes Parti til sterk nedsettelse av skatter, avgifter og offentlige inngrep var et norsk politisk protestparti, der i 1977 skiftede navn til Fremskrittspartiet efter genforening med en udbrydergruppe.
Partiet blev stiftet på et massemøde i Saga kino i Oslo 8. april 1973. Over 1.000 af de næsten 3.000 tilstedeværende tegnede sig som medlemmer. På mødet holdt partistifteren Anders Lange en to timer lang tale, hvor han gik hårdt imod Norges høje skatter og de ansvarlige politikere. Dette fortsatte han med i valgkampen, og hans kritik var i lige høj grad mod Høyre og Arbeiderpartiet. Forretningmanden og den tidligere Høyre-politiker Alf R. Bjercke var tilstede på stiftelsesmødet, og var blandt de første kendte personer, der knyttede sig til partiet. Den tidligere modstandsmand og officer Erik Gjems-Onstad blev næstformand i partiet nogle uger senere.
Den 15. maj holdt Lange sin første tale på Youngstorget for omkring 4 000 tilhørere. Anders Langes Parti blev set som en norsk udgave af Mogens Glistrups Fremskridtspartiet i Danmark, og Glistrup holdt også tale under arrangementet på Youngstorget. I juni kom TNS Gallups første månedlige meningsmåling, hvor Anders Langes Parti var med, og partiet fik overraskende hele 5,1 % tilslutning. "Anders Langes skattenekterparti har slått seg inn i det politiske barometer med et brak", skrev VG på forsiden. Under valgkampen frem mod Stortingsvalget i 1973 lovede Lange afskaffelse af statsskatten og nedskæringer i statsbudgettet på 9 milliarder norske kroner (omkring en tredjedel). Partiet endte med en tilslutning på 5,0 % ved valget og fik fire stortingsmandater.
Baseret på en sydafrikansk efterretningsofficers erindringer har der været fremsat påstande fra bl.a. Antirasistisk Senter om, at Anders Lange modtog støtte fra en sydafrikansk fond. Fremskrittspartiet har dog afvist påstandene.

## Partisplittelse og genforening
Anders Lange ønskede ikke, at ALP skulle udviklede sig til et egentligt parti, mens andre i partiet ønskede en normalisering og en realpolitisk tilgang til politik. Med mange stærke personligheder og manglende enighed om graden af intern styring og medlemsdemokrati, endte det med en splittelse. I 1974 brød de moderate dele af ALP med Kristofer Almås og daværende stortingsrepræsentant Carl I. Hagen i spidsen ud og dannede Reformpartiet. Men da Anders Lange pludselig døde samme efterår, begyndte de to parter at tale sammen. I 1975 kom det til en forsoning mellem udbryderne i Reformpartiet og ALP, og 90 % (ifølge FrPs egen historie) af Reformpartiets medlemmer vendte tilbage til ALP. Hagen fik garanti for, at partiet straks skulle skifte navn og skaffe både et fuldgyldigt partiprogram og demokratiske vedtægter, som de fleste andre partier. Anders Langes Parti tog derefter navnet Fremskrittspartiet i 1977.